# Jan Sparring i folkparken
Jan Sparring i Folkparken är ett livealbum från 1970 av den svenska kristna sångaren Jan Sparring.

## Låtlista

### Sida 1
1. Släpp nu lite solsken in/Jag ser Gud bakom allt jag ser
2. I stället för gator av guld
3. Varför är du så ensam
4. NEW CREATION med Per-Olof Karlsson: Jesus is a soul man/Kalla blickar (duett med Camilla Bengmark) & Oh Happy Day

### Sida 2
1. "Läsarsångspotpourriet". Himmel jag har/O sällhet stor/Gud i naturen/Jag sjunger var jag går/Ovan där/Hav tack o Jesus/Han har öppnat pärleporten/Hur underlig är Du/Bed till Herren/Himmel jag har
2. Kommen till mig
3. Final: Vi ska gå genom fridens dal

### Fotnoter
1. ↑  ”Jan Sparrings bästa”. Svensk mediedatabas. 25 februari 1970. https://smdb.kb.se/catalog/id/001466410. Läst 16 juli 2019.